# Rich Hopkins
Richard Hopkins (* 10. Januar 1958 in Fort Worth, Texas) ist ein US-amerikanischer Musiker.

## Werdegang
Im Januar 1985 gründete der Gitarrist und Songwriter in Tucson mit den Sidewinders seine erste Rockband. Aus namensrechtlichen Gründen musste sich die Band jedoch 1991 in Sand Rubies umbenennen. 1992 begann Rich Hopkins seine Solokarriere mit den Luminarios. Die Begleitband besteht aus wechselnden Mitgliedern. 1993 begann er mit den Woodcocks ein weiteres – jedoch kurzlebiges – Projekt. 1995 tourte er erstmals im Vorprogramm von Chris Cacavas in Deutschland, 1997 folgte die erste eigene Tour mit den Luminarios durch Deutschland.
Rich Hopkins spielt auf seinen Konzerten neben den eigenen Stücken auch viele Klassiker der 1960er und 1970er Jahre, dabei schöpft er aus dem Repertoire der Beatles, von Bob Dylan und Neil Young.
Am 13. August 2008 wurde Rich Hopkins zusammen mit seinem Sidewinders/Sand Rubies-Partner David Slutes in die Tucson Hall Of Fame aufgenommen.
Am 29. September 2013 wurde Rich Hopkins Member of the Tucson Musicians Museum.

## Diskografie
- 1987: !Cuacha! (Sidewinders)
- 1989: Witchdoctor (Sidewinders)
- 1990: Auntie Ramos' Pool Hall (Sidewinders)
- 1993: Sand Rubies (Sand Rubies)
- 1996: Live (Sand Rubies)
- 1998: Return Of The Living Dead (Sand Rubies)
- 1999: Release The Hounds (Sand Rubies)
- 2002: Goodbye: Live At Alte Mälzerei (Sand Rubies)
- 2007: Mas Cuacha (Sand Rubies)
- 1989: Woodcocks (Woodcocks)
- 1992: The Carp Pond (Woodcocks)
- 1992: Personality Crises (Rich Hopkins & Luminarios)
- 1993: Mumblypeg (Underbelly)
- 1994: Dirt Town (Rich Hopkins & Luminarios)
- 1995: Dumpster Of Love (Rich Hopkins & Luminarios)
- 1995: Paraguay (Rich Hopkins & Luminarios)
- 1996: El Paso (Rich Hopkins & Luminarios)
- 1997: The Glorious Sounds Of … (Rich Hopkins & Luminarios)
- 1999: Devolver (Rich Hopkins & Luminarios)
- 2001: My Lucky Stars (Rich Hopkins & Luminarios)
- 2003: Ka-Ju-Tah (Rich Hopkins & Luminarios)
- 2003: Tinitus (Rich Hopkins & Luminarios)
- 2006: The Horse I Rode In On (Rich Hopkins & Luminarios)
- 2007: Duel In The Desert (Rich Hopkins & Barry „The Fish“ Melton)
- 2008: Loveland (Rich Hopkins & Lisa Novak)
- 2010: El Otro Lado / The Other Side (Rich Hopkins & Luminarios)
- 2011: Live at Rockpalast Crossroads Festival (Rich Hopkins & Luminarios)
- 2012: Buried Treasures (Rich Hopkins & Luminarios)
- 2014: Tombstone (Rich Hopkins & Luminarios)
- 2017: My Way Or The Highway (Rich Hopkins & Luminarios)
- 2017: Fanclub Tour Edition Volume 7 (Rich Hopkins & Luminarios)
- 2019: Back To The Garden (Rich Hopkins & Luminarios)
- 2022: Exiled On Mabel Street (Rich Hopkins & Luminarios)
- 2023: Wichdoctor + Sand Rubies (Sidewinders + Sand Rubies - Double-CD-Release w/ Bonus Tracks)
- 2024: The Gift (Rich Hopkins & Luminarios)